# Guymon
Guymon är administrativ huvudort i Texas County i Oklahoma. Orten har fått namn efter affärsmannen E.T. Guymon. Vid 2010 års folkräkning hade Guymon 11 442 invånare.